# Diagrapta
Diagrapta is een geslacht van vlinders van de familie spinneruilen (Erebidae), uit de onderfamilie Calpinae.

## Soorten
- D. albipunctata Warren, 1889
- D. bellula Schaus, 1913
- D. laminata Butler, 1879
- D. lignaria Felder, 1874
- D. oxydercina Hampson, 1926